# La Chapelle-Saint-André
La Chapelle-Saint-André és un municipi francès, situat al departament del Nièvre i a la regió de Borgonya - Franc Comtat. L'any 2007 tenia 340 habitants.

## Demografia

### Població
El 2007 la població de fet de La Chapelle-Saint-André era de 340 persones. Hi havia 176 famílies, de les quals 72 eren unipersonals (36 homes vivint sols i 36 dones vivint soles), 60 parelles sense fills, 32 parelles amb fills i 12 famílies monoparentals amb fills.
La població ha evolucionat segons el següent gràfic:
Habitants censats

### Habitatges
El 2007 hi havia 354 habitatges, 173 eren l'habitatge principal de la família, 164 eren segones residències i 17 estaven desocupats. 346 eren cases i 6 eren apartaments. Dels 173 habitatges principals, 149 estaven ocupats pels seus propietaris, 19 estaven llogats i ocupats pels llogaters i 5 estaven cedits a títol gratuït; 1 tenia una cambra, 20 en tenien dues, 39 en tenien tres, 54 en tenien quatre i 60 en tenien cinc o més. 110 habitatges disposaven pel capbaix d'una plaça de pàrquing. A 92 habitatges hi havia un automòbil i a 56 n'hi havia dos o més.

### Piràmide de població
La piràmide de població per edats i sexe el 2009 era:
| Homes | Edats   | Dones |
| ----- | ------- | ----- |
| 0     | 95 o +  | 0     |
| 4     | 90 a 94 | 0     |
| 8     | 85 a 89 | 12    |
| 0     | 80 a 84 | 8     |
| 12    | 75 a 79 | 12    |
| 8     | 70 a 74 | 12    |
| 20    | 65 a 69 | 24    |
| 16    | 60 a 64 | 16    |
| 4     | 55 a 59 | 12    |
| 8     | 50 a 54 | 4     |
| 16    | 45 a 49 | 0     |
| 4     | 40 a 44 | 20    |
| 4     | 35 a 39 | 8     |
| 0     | 30 a 34 | 0     |
| 8     | 25 a 29 | 4     |
| 4     | 20 a 24 | 4     |
| 4     | 15 a 19 | 12    |
| 8     | 10 a 14 | 0     |
| 0     | 5 a 9   | 0     |
| 8     | 0 a 4   | 4     |

## Economia
El 2007 la població en edat de treballar era de 174 persones, 105 eren actives i 69 eren inactives. De les 105 persones actives 88 estaven ocupades (52 homes i 36 dones) i 17 estaven aturades (9 homes i 8 dones). De les 69 persones inactives 28 estaven jubilades, 12 estaven estudiant i 29 estaven classificades com a «altres inactius».

### Ingressos
El 2009 a La Chapelle-Saint-André hi havia 160 unitats fiscals que integraven 317 persones, la mediana anual d'ingressos fiscals per persona era de 16.166 €.

### Activitats econòmiques
Dels 12 establiments que hi havia el 2007, 2 eren d'empreses de fabricació d'altres productes industrials, 4 d'empreses de construcció, 2 d'empreses de comerç i reparació d'automòbils, 1 d'una empresa de transport, 1 d'una empresa d'hostatgeria i restauració i 2 d'entitats de l'administració pública.
Dels 5 establiments de servei als particulars que hi havia el 2009, 1 era una oficina de correu, 3 paletes i 1 guixaire pintor.
L'únic establiment comercial que hi havia el 2009 era una fleca.
L'any 2000 a La Chapelle-Saint-André hi havia 4 explotacions agrícoles que ocupaven un total de 660 hectàrees.

## Poblacions més properes
El següent diagrama mostra les poblacions més properes.